# Фада
Фада (фр. Fada, араб. فادا трансліт. Fādā) — місто в пустелі Сахара на північному сході Чаду, на плато Еннеді, центр  регіону центр регіону Еннеді. Населення 23 786 осіб (грудень 2005).
В околицях Фади існують печери зі зразками скельного живопису кам'яної доби. На південному сході від міста знаходиться гельта д'Аршей — древня природна водойма між скель, серед сухої пустелі, яка не пересихає протягом всього року. Довкола водойми зберігаються залишки флори і фауни, що існували на теренах Сахари до останнього її висихання (приблизно між 8000 до н. е. і 2500 до н. е), зокрема остання в Сахарі колонія нільських крокодилів.
Неподалік від Фади народився чинний президент Чаду Ідріс Дебі. Фаду і околиці населяють переважно мусульмани загава — напівкочовий народ ніло-сахарської мовної сім'ї.

## Клімат
Місто знаходиться у зоні, котра характеризується кліматом тропічних пустель. Найтепліший місяць — червень із середньою температурою 32.3 °C (90.1 °F). Найхолодніший місяць — січень, із середньою температурою 19.3 °С (66.7 °F).
| Клімат Фади             | Клімат Фади | Клімат Фади | Клімат Фади | Клімат Фади | Клімат Фади | Клімат Фади | Клімат Фади | Клімат Фади | Клімат Фади | Клімат Фади | Клімат Фади | Клімат Фади | Клімат Фади |
| Показник                | Січ.        | Лют.        | Бер.        | Квіт.       | Трав.       | Черв.       | Лип.        | Серп.       | Вер.        | Жовт.       | Лист.       | Груд.       | Рік         |
| Середня температура, °C | 19,3        | 21,5        | 25,2        | 29,2        | 31,5        | 32,3        | 30,8        | 29,9        | 30,1        | 28          | 23,2        | 20,3        | 26,8        |
| Норма опадів, мм        | 0           | 0           | 0           | 0           | 3.4         | 5.1         | 20.5        | 52.3        | 6.7         | 0.1         | 0           | 0           | 88.1        |
| Днів з опадами          | 0           | 0           | 0,4         | 1,2         | 1,3         | 6,5         | 14,4        | 7,4         | 2,3         | 0,2         | 0           | 0,4         | 34,1        |
| Вологість повітря, %    | 24.1        | 19.7        | 16.5        | 15.7        | 17.2        | 23.9        | 36.2        | 43.5        | 32.8        | 24.8        | 22.7        | 24.8        | 25.2        |
| ----------------------- | ----------- | ----------- | ----------- | ----------- | ----------- | ----------- | ----------- | ----------- | ----------- | ----------- | ----------- | ----------- | ----------- |
| Джерело: Weatherbase    |             |             |             |             |             |             |             |             |             |             |             |             |             |